# Греция на «Евровидении-2006»
Выступление Греции на конкурсе песни Евровидение 2006, которое прошло в столице Греции в городе Афины, стало 27-м конкурсом на Евровидении для Греции. Страну представляла Анна Висси с песней Everything (Всё).

## Национальный отбор
Телекомпания выбрала Анну Висси в качестве представителя своей страны на Евровидении. На национальном отборе, прошедшем 14 марта 2006 она исполнила 4 песни. 40 % голосов жюри и 60 % телезрительских голосов выбрали лучшую песню.

### Результаты национального отбора
| # | Песня                  | Композитор / поэт                           | Телеголоса (60 %) | Жюри (40 %) | Итог    | Место |
| - | ---------------------- | ------------------------------------------- | ----------------- | ----------- | ------- | ----- |
| 1 | «Beautiful Night»      | Pegasos / Antonis & Dimitris Papavomvolakis | 16.32 %           | 9.39 %      | 12.16 % | 4     |
| 2 | «Who Cares About Love» | Никос Карвелас                              | 7.25 %            | 24.43 %     | 13.72 % | 3     |
| 3 | «Welcome To The Party» | Димитрис Контопулос / Dimitris S.           | 27.69 %           | 24.27 %     | 26.32 % | 2     |
| 4 | «Everything»           | Никос Карвелас / Анна Висси                 | 55.66 %           | 35.98 %     | 47.9 %  | 1     |

## Исполнитель
Анна Висси — греческая и киприотская певица. Родилась на Кипре, в городе Ларнака. Начала заниматься музыкой в возрасте 6 лет в местной консерватории, хотя пела с 5 лет. Она участвовала со своей старшей сестрой Лией в отборе молодых талантов, сказав, что ей уже исполнилось 14 лет, хотя ей было всего 12. В 1980 представляла Грециию, заняв 13 место, а в 1982 Кипр и заняла 5, улучшив свой результат.

## Голосование
| Голоса за греческого исполнителя | Голоса за греческого исполнителя                   |
| -------------------------------- | -------------------------------------------------- |
| Оценка                           | Страны                                             |
| 12                               | Болгария, Кипр                                     |
| 10                               | Бельгия, Румания                                   |
| 8                                | Германия, Албания, Армения                         |
| 7                                | Великобритания, Македония                          |
| 6                                | Сербия и Черногория                                |
| 5                                | Швейцария, Нидерланды                              |
| 4                                | Швеция, Турция                                     |
| 3                                | Литва                                              |
| 2                                | Белоруссия                                         |
| 1                                | Финляндия, Босния и Герцеговина, Андорра, Молдавия |

| Голоса греческих телезрителей | Голоса греческих телезрителей |
| ----------------------------- | ----------------------------- |
| Оценка                        | Страна                        |
| 12                            | Финляндия                     |
| 10                            | Армения                       |
| 8                             | Россия                        |
| 7                             | Румыния                       |
| 6                             | Босния и Герцеговина          |
| 5                             | Украина                       |
| 4                             | Литва                         |
| 3                             | Турция                        |
| 2                             | Норвегия                      |
| 1                             | Молдавия                      |